# Maria vom Siege

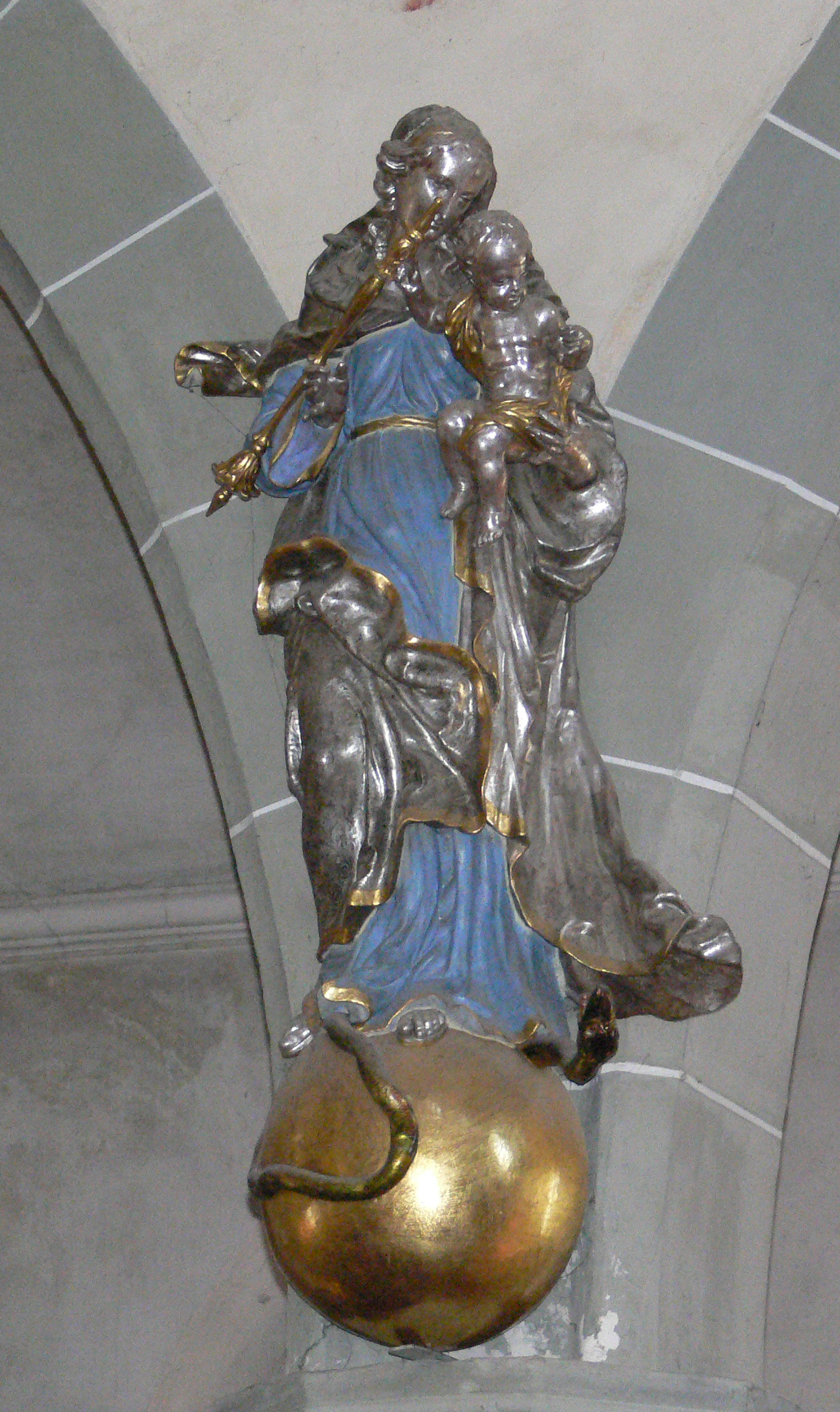
Maria vom Siege in der Pfarrkirche von Bermatingen. Maria setzt ihren Fuß auf den Kopf der Schlange und besiegt damit die Erbsünde.

Maria vom Siege, auch Jungfrau vom Siege, Unsere liebe Frau vom siegreichen Rosenkranz, Unsere Liebe Frau vom Siege, Mutter vom großen Sieg (lateinisch Sancta Maria de Victoria), ist eine  Anrufung der Muttergottes.

## Geschichte
Die Anrufung Maria, Hilfe der Christen (Maria auxiliatrix Christianorum) wurde schon seit dem Hochmittelalter gebraucht, und das Motiv der „Obsiegerin über die Sünde“ findet sich im Dogma über die unbefleckte Empfängnis.
In den Türkenkriegen nennt Papst Pius V. (Papst 1566–1572) die Gottesmutter „Obsiegerin gegen die Türken“, und im Besonderen nach der Schlacht von Lepanto 1571 über die Osmanen soll Pius V. durch die „Jungfrau vom Siege“ eine Vision des Sieges über die Türken gegeben worden sein. Papst Gregor XIII. nahm im Jahr darauf den ersten Sonntag im Oktober als Gedenktag Unserer Lieben Frau vom Sieg in den römischen Generalkalender auf. 1573 wurde es in das Fest Unserer Lieben Frau vom Rosenkranz umbenannt, seit 1913 wird es am 7. Oktober begangen.
Auf den Philippinen etablierte sich die Anrufung Mariens als Maria vom Siege im Achtzigjährigen Krieg. Sie war die Schutzheilige der spanischen Schiffe während der Seeschlachten der La Naval de Manila im Jahre 1646. La Naval de Manila wurde im Jahre 1652 zur Schutzpatronin der Philippinen erklärt.
Die Verehrung der „Mutter vom Großen Sieg“ war in Europa weit verbreitet, gesteigert nach dem Sieg des Prinzen Eugen von Savoyen in der Schlacht von Peterwardein 1716.

## Verehrung

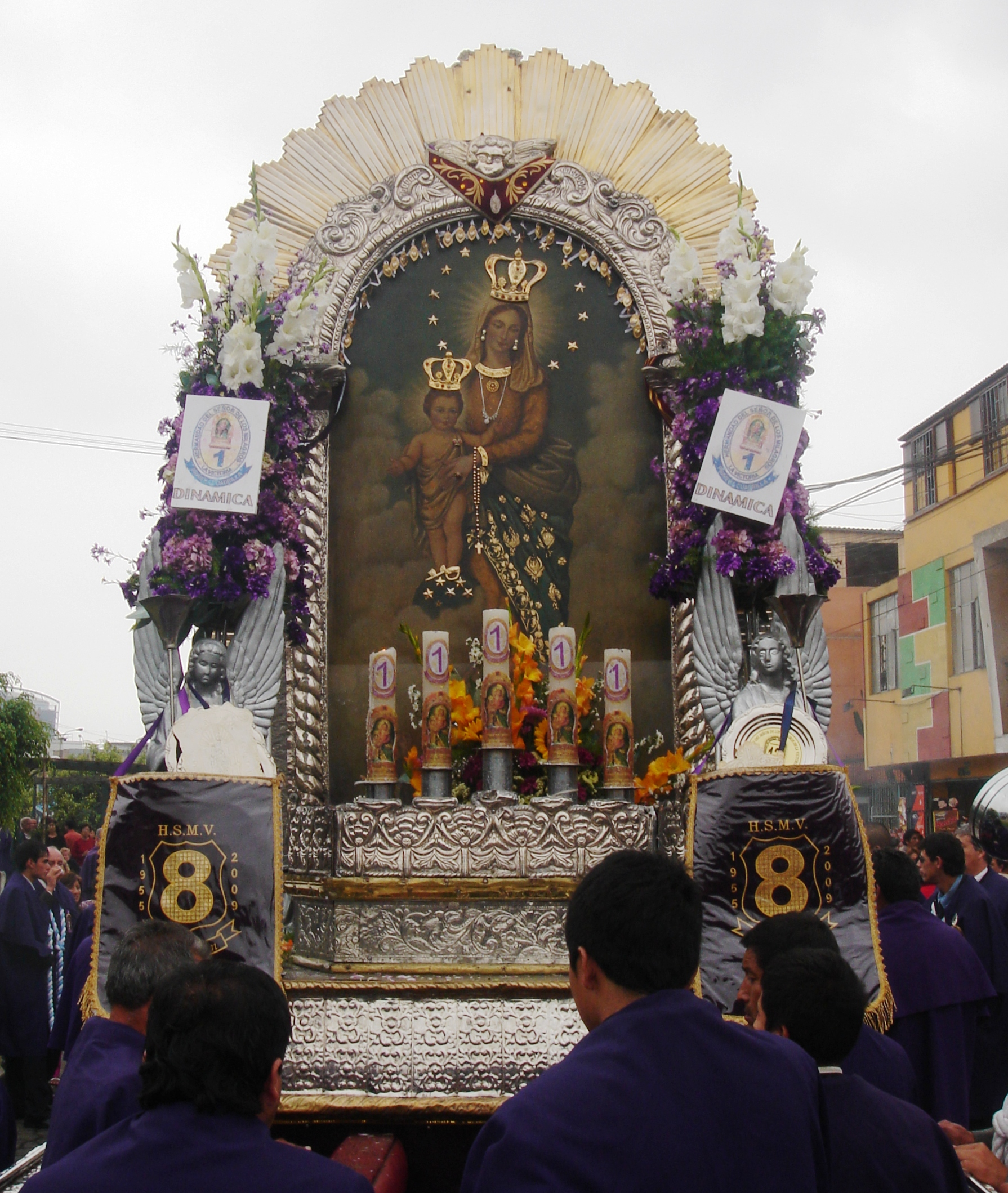
Maria vom Siege bei einer Prozession in Lima, Peru

In der Sakristei der Asamkirche von Ingolstadt wird die sogenannte Lepantomonstranz aufbewahrt, auf der Einzelheiten der Seeschlacht von Lepanto dargestellt sind.
Bei der Schlacht am Weißen Berg zwischen der katholischen Liga und den Protestanten bei Prag soll 1620 ein Gnadenbild geholfen haben. P. Dominikus von Jesus Maria hatte bei der Schlacht eine Marienikone getragen. Diese wurde in die Titelkirche Santa Maria della Vittoria in Rom überführt, die seither das Patrozinium Unserer Lieben Frau vom Siege trägt. Zeitgenössische Kopien des Bildes finden sich etwa in Wien und Prag.
Viele Kirchen und Kapellen sind Unserer Lieben Frau vom Siege geweiht (siehe Maria-Victoria-Kirche). Einige Bruderschaften sowie soziale und karitative Einrichtungen wie Krankenhäuser und Pflegeheime wirken in ihrem Namen. Darüber hinaus hat sich diese Anrufung zu einem speziellen Topos der Ikonographie entwickelt, verwandt mit der „Mondsichelmadonna“, der „Madonna im Strahlenkranz“ und der „lichtverklärten Madonna“.